# Kleber Rodrigues
Kleber Geverson de Oliveira Rodrigues (Natal, 18 de setembro de 1980) é um empresário e político brasileiro filiado ao Partido Liberal (PL). Integra a Assembleia Legislativa do Rio Grande do Norte.